# میریام لئونه
میریام لئونه (ایتالیایی: Miriam Leone؛ زادهٔ ۱۴ آوریل ۱۹۸۵) بازیگر، مدل، مجری تلویزیونی اهل ایتالیا است.
از فیلم‌ها یا مجموعه‌های تلویزیونی که وی در آن‌ها نقش داشته است، می‌توان به دیابولیک: تو کی هستی؟، بانو با رخپوش سیاه، مادربزرگ رو بذار توی فریزر و ۱۹۹۲ اشاره نمود.